# Лагеря для уйгуров в Синьцзяне
Лагеря для уйгуров в Синьцзяне, официально называемые «Лагеря перевоспитания» (уйг. قايتا تەربىيەلەش لاگېرلىرى / Qayta terbiyelesh lagërliri / Қайта тәрбийәләш лагерлири‎ [[Международный фонетический алфавит|[qɑjtɑ tærbijælæʃ lɑɡɛrliri]]], кит. упр. 再教育营, пиньинь zàijiàoyù yíng) — система учреждений в Синьцзян-Уйгурском автономном районе Китайской Народной Республики для принудительного содержания уйгуров и других граждан Китая, исповедующих ислам, без проведения следствия, без решения суда, без предъявления обвинений и каких-либо ограничений срока пребывания.
Создание сети лагерей для уйгуров является частью проводимого властями Китая геноцида уйгуров.
Заявленной правительством Китая целью является необходимость создания «учебных центров профессионального обучения» для «проведения антиэкстремистского идеологического образования», все чиновники и полиция в регионе должны поклясться в том, что они являются «лояльными членами коммунистической партии» и «не имеют никаких религиозных убеждений» и могут следовать только марксизму-ленинизму, а также согласны «всемерно бороться с панхалялизацией» (в оригинале pan-halalization).
Серикжан Биляш из правозащитной организации «Atajurt Kazakh Human Rights» такие учреждения квалифицировал как китайские аналоги нацистских концентрационных лагерей с условиями содержания узников, аналогичными с условиями содержания евреев в немецких концлагерях.

## Создание
Первые сведения о существовании таких учреждений для мусульман стали появляться с 2014 года. После прихода известного своей жёсткой политикой Чэнь Цюаньго на пост первого секретаря СУАР в августе 2016 года количество таких «лагерей перевоспитания», а также общее количество находящихся там людей значительно возросло, стало появляться больше подробностей и свидетелей.
До осени 2018 года власти Китая категорически отрицали их существование, лишь в октябре 2018 года власти впервые официально опубликовали документ, подтверждающий существование в стране таких лагерей.
В феврале 2020 года радиостанция «Deutsche Welle» сообщила о полученном от уйгурского учёного и диссидента Абдувели Аюпа, изгнанного из Китая и проживающего в Норвегии, списка уйгуров, отбывающих или отбывавших заключение в «центрах перевоспитания» в 2017—2018 годах. Он содержит данные около 2000 человек. Большая часть указанных в списке уйгуров подверглась заключению за нарушение проводимой Китаем политики регулирования рождаемости, в соответствии с которой представителям этнических меньшинств (к которым также принадлежат уйгуры), проживающих в сельской местности, разрешено иметь не более троих детей, а тем, кто живёт в городах, — двоих. Кроме того, мужчин арестовывали за ношение бороды, а женщин — за покрытую чадрой голову. Один уйгур был отправлен в «центр перевоспитания» после того, как он закрыл свой ресторан на время рамадана: это, как было сказано в документе, свидетельствовало об «опасности экстремистских мыслей». Также в лагеря отправляли уйгуров, совершивших хадж, или поездку в какую-либо исламскую страну. Поводом для ареста становилась также подача заявления на получение зарубежного паспорта или любые контакты с родственниками или друзьями, находящимися за границей.

## Предыстория
Перед беспорядками в Урумчи в июле 2009 года и незадолго после них первый секретарь СУАР Ван Лэцюань постепенно заменил в начальных уйгурских школах уйгурский язык на китайский язык. Госслужащим было запрещено носить бороды, покрывать голову, а также молиться на работе.
В апреле 2010 года пост главы компартии в Синьцзяне занял Чжан Чуньсянь. При нём репрессии в отношении уйгуров и мусульман в регионе усилились. В 2011 году Чжан, характеризуя свою политику, заявил, что «современная культура [исключающая традиции уйгуров] приведёт к развитию Синьцзяна», после чего «современная культура» (в понимании китайских властей) стала активно пропагандироваться. В 2012 году он впервые использовал выражение кампании по деэкстремизации, после чего было начато перевоспитание диких имамов и экстремистов. В 2014 году китайские власти объявили о начале народной войны с террором, после чего в рамках кампании "по борьбе с терроризмом и экстремизмом" был введён ряд новых ограничений, в частности, под запрет попали необычно длинные бороды, ношение покрывающей лицо одежды в общественных местах, также было запрещено называть детей именами, поощряющими религиозный пыл (в частности, были запрещены такие имена, как Мухаммед и Фатима).
Власти борются с террористическим Исламским движением Восточного Туркестана (ИДВТ), которое ставит своей целью построение исламского государства. ИДВТ совершило ряд крупных терактов и установило связи с другими экстремистскими организациями в Центральной Азии, в частности, с Исламским движением Узбекистана.
Во время войны в Сирии правительство обеспокоилось выпуском видео от ИГИЛ с участием уйгуров, призывавших к джихаду в Китае. В одном из роликов бойцы-уйгуры обещали «в ответ на слёзы угнетённых пролить реки крови» в Китае. По одной из оценок, в Сирии воевало около 5 тысяч уйгуров, которые могли вернуться в Китай для совершения терактов.
Синьцзян богат природными ресурсами. Он играет важную роль в китайском экономическом проекте «Один пояс и один путь», граничит с Пакистаном и Афганистаном, где действуют сильные террористические организации.

### Политика Чэнь Цюаньго

Количество госзакупок, связанных с программами «перевоспитания», на территории СУАР

После назначения Чэня количество полицейских в СУАР в 2016-2017 годах возросло более чем на 90 тысяч — больше чем за предшествующие семь лет, также было создано более 7300 тяжело вооружённых блокпостов. Со временем получила распространение концепция «преобразования посредством воспитания», которая начала систематически использоваться в рамках кампаний по «перевоспитанию».
В местных СМИ «Лагеря перевоспитания» называют «образовательные центры по борьбе с экстремизмом» и «образовательные центры воспитания и преобразования». Большинство «Лагерей» располагаются в бывших школах или других государственных учреждениях, но есть и специально построенные для них здания.

## Международная реакция
Член комитета ООН по ликвидации расовой дискриминации Гей Макдугалл неоднократно публично выражала свою крайнюю обеспокоенность существованием китайских лагерей.

В июле 2019 года стало известно о том, что 22 страны Запада обратились в Комитет ООН по правам человека призвать Китай прекратить массовые задержания этнических уйгуров и мусульман в Синьцзяне. Подписанты выразили 
«озабоченность заслуживающими доверия сообщениями о внесудебных задержаниях, всепроникающей слежке и ограничениях, мишенью которой являются уйгуры и другие мусульманские меньшинства Синьцзяна».

Авторы обращения призвали Пекин прекратить эту практику и придерживаться «высоких стандартов прав человека», а также допустить в регион независимых наблюдателей. На что представитель Китая при женевском офисе организации Чэнь Сюй призвал подписантов обращения 
«не политизировать права человека и не вмешиваться во внутренние дела Китая».
На июльское обращение западных стран Россия, Венесуэла, Северная Корея, Белоруссия, Сирия и ещё более 30 стран обратились в ООН с коллективным ответным письмом где поддержали политику, проводимую Пекином в Синьцзян-Уйгурском автономном районе на западе КНР.
В октябре 2019 года США ввели в отношении Китая санкции в связи с дискриминацией уйгуров. Под них попали 28 правительственных и коммерческих организаций Китая. Поставки этим компаниям американской продукции ограничены.
4 декабря 2019 года Палата представителей США подавляющим большинством голосов, 407 голосов за при одном голосе против поддержала законопроект «Об уйгурской политике в области прав человека» (Uyghur Human Rights Policy Act of 2019), в котором осуждается обращение с мусульманами и этническими меньшинствами в Китае и предлагается ввести санкции против Китая и персонально — против официальных лиц КНР. Закон обязывает президента США осудить репрессии в отношении мусульман и призвать Пекин закрыть центры массового задержания уйгуров и казахов, организованные в Синьцзяне. Закон также призывает ввести санкции против высокопоставленных китайских чиновников, ответственных за репрессии. В документе указывается имя секретаря Коммунистической партии в Синьцзяне и члена политбюро КПК Чэня Цюанго, который входит в высшие эшелоны китайской власти.
| Позиция              | Количество                        | Страны |
| -------------------- | --------------------------------- | --- |
| Осуждают             | 40 (за письмо от 22 июня 2021 г.) | Австралия, Австрия, Албания, Бельгия, Болгария, Босния и Герцеговина, Великобритания, Гаити, Германия, Гондурас, Дания, Ирландия, Исландия, Испания, Италия, Канада, Латвия, Литва, Лихтенштейн, Люксембург, Маршалловы Острова, Монако, Нидерланды, Новая Зеландия, Норвегия, Палау, Польша, Португалия, Румыния, Сан-Марино, Словакия, Словения, Соединенные Штаты Америки, Украина, Финляндия, Франция, Хорватия, Чехия, Швейцария, Швеция, Эстония, Япония |
| Оправдывают          | 37 (за письмо от 12 июля 2019 г.) | Алжир, Ангола, Бахрейн, Белоруссия, Боливия, Буркина Фасо, Бурунди, Камбоджа, Камерун, Коморы, Конго, Куба, Демократическая Республика Конго, Египет, Эритрея, Габон, Кувейт, Лаос, Мьянма, Нигерия, Северная Корея, Оман, Пакистан, Филиппины, Катар, Россия, Саудовская Аравия, Сомали, Судан, Сирия, Таджикистан, Того, ОАЭ, Венесуэла, Зимбабве и Южный Судан                                                                                              |
| Отказались оправдать | 5                                 | Бахрейн, Кувейт, Туркменистан, Таджикистан и Катар |
| Всего                | 59                                | - |

### Оценки
Положительные оценки дали дипломаты Казахстана, Малайзии, Афганистана, посетившие Синьцзян. В лагерях также побывали дипломаты Узбекистана, России, Таджикистана, Индии, Пакистана, Индонезии, Таиланда и Кувейта.
Так, часть западных журналистов называют их «культурным геноцидом», другие — «концентрационными лагерями»..
Множество стран, включая Иран и Россию, не осудили, но и не поддержали практику использования «лагерей перевоспитания». Наследный принц Саудовской Аравии Мухаммед ибн Салман Аль Сауд высоко оценил общественную безопасность в Китае, а также поддержал используемые в этой стране меры по обеспечению безопасности, заявив, что Китай «имеет право бороться с терроризмом».
19 января 2021 года госсекретарь США Майк Помпео заявил, что Китай совершает «геноцид и преступления против человечества».
22 февраля 2021 года Парламент Канады при подавляющем большинстве (266-0) объявил отношение Китая к уйгурам «геноцидом».
25 февраля 2021 года Парламент Нидерландов стал первым европейским законодательным органом, который назвал обращение Китая со своим уйгурским мусульманским меньшинством «геноцидом».
В 2022 году Синьцзян посетила Верховный комиссар ООН по правам человека Мишель Бачелет, она провела пресс-конференцию, в которой рассказала о посещении Кашгарской тюрьмы, Кашгарской экспериментальной школы, бывшего центра профессионального образования и подготовки, других мест и проведении ряда встреч с местными чиновниками, представителями организаций гражданского общества, учёными, общественными и религиозными лидерами. Также Бачелет заявила о достижении договорённости с КНР о развитии взаимодействия и организации рабочей группы, которая позволит сторонам обсуждать актуальные аспекты правозащитной деятельности. Данное событие было раскритиковано правительством США и европейскими странами, заявившими об ограничении и манипулировании визитом Бачелет.

## Лагеря

Вид из космоса на лагерь перевоспитания в уезде Куча с прилежащей фабрикой. Май 2019 года. На снимке видна большая группа людей, переходящая с территории лагеря на фабрику

Ограда одного из лагерей с контрольными вышками. Около 2018—2019 гг.

Официально информация о местонахождении лагерей, количестве, названия нигде не сообщается. Они расположены как в черте населённых пунктов, городов так и за их пределами в открытой местности. В черте города они чаще всего расположены в бывших зданиях профучилищ, коммунистических партийных школ, обычных школ или других принадлежащих государству зданиях, находящиеся же в сельской местности «лагеря» чаще всего находятся в специально построенных для «перевоспитания» зданиях.
По сообщениям Би-би-си эксперты компании GMV — международной аэрокосмической компании с опытом распознавания инфраструктуры на спутниковых снимках проанализировали список из 101 комплекса по всему Синьцзяну, составленный по данным открытых источников, СМИ и научных исследований системы лагерей перевоспитания. Были установлены некоторые общие характеристики: вокруг зданий были смотровые вышки и ограждения — элементы, необходимые для отслеживания и контроля за передвижением людей. Аналитики GMV разбили все эти комплексы на группы в зависимости от вероятности, что это действительно режимные объекты. 44 из них попали в категории «высокая» и «очень высокая вероятность».
За последние годы китайское правительство начало быстрыми и всё более ускоряющимися темпами строить множество таких режимных объектов. Эксперты делают заключение — налицо тенденция к строительству более крупных комплексов. Так, общее количество новых построек в 2018 году меньше, чем в 2017-м, но в компании GMV подсчитали, что площадь этих 44 комплексов с 2003 года выросла на 440 гектаров.
Команда архитекторов исправительных учреждений Guymer Bailey из Австралии ознакомившись с данными GMV о расширении комплекса в Дабаньчэне пришла к выводу что, по минимальным оценкам, в этом учреждении можно разместить 11 тысяч задержанных. Уже такая оценка делает её крупнейшей тюрьмой в мире. Минимальные оценки вместимости лагеря в Дабаньчэне исходят из того, что все заключённые живут в одноместных комнатах. Если же там камеры устроены как многоместные, вместимость этого комплекса увеличивается во много раз, вплоть до 130 тысяч человек.
Рафаэль Сперри, архитектор и глава американской организации Architects / Designers / Planners for Social Responsibility ознакомившись с данными GMV по лагерю Дабаньчэн, сказал:

Думаю, 11 тысяч — это весьма заниженная оценка… Из доступной нам информации мы не можем понять, как размещены люди в этих зданиях, сколько из них используются как жилые помещения. Но оценка в 130 тысяч кажется, к сожалению, вполне возможной.

- Лагерь в Дабаньчэне — узники содержатся в 24 мужских и 32 женских блоках, общее количество узников по оценочным данным составляет от 11 000 до 130 000 человек.
- Лагерь в Хотане — количество узников неизвестно.
- Комплекс в Ханайрике — количество узников неизвестно.
- Средняя школа № 3 г. Кульджа — количество узников неизвестно[59]

Отрывочные сведения о местонахождении поступают от работавших там сотрудников, так, в Чанцзи-Хуэйском автономном округе находится четыре «лагеря». По словам очевидца, работавшего в службе охраны в «лагере» в поселке Шонжы Чанцзи-Хуэйского автономного округа:
- Власти Синьцзяна превратили казахскую среднюю школу в «центр политического перевоспитания». Самый большой центр расположен в ней. Есть ещё центр для мулл. Третий называют «большой тюрьмой». Четвёртый предназначен для умственно отсталых жителей. В «центрах политического перевоспитания» содержатся люди в возрасте от 13 до 80 лет. Их обучают с утра до вечера
Лагеря охраняются военными или спецназом, оборудованы тюремными воротами, системами наблюдения, заграждениями, сторожевыми вышками, отдельными помещениями для охраны и прочим, также большинство «лагерей» отчётливо просматриваются со спутников.

## Количество заключённых
По оценкам ряда международных организаций, количество людей, прошедших за последние несколько лет через «лагеря перевоспитания», составляет более одного миллиона человек. Вместе с тем, по разным оценкам, в «лагерях перевоспитания» власти Китая могут одновременно содержать от нескольких сотен тысяч до более чем миллиона граждан Китая, казахов, киргизов, мусульман-хуэй, прочих исповедующих ислам, православных христиан, а также граждан других государств, в частности Казахстана и Кыргызстана. По оценкам комитета ООН по ликвидации расовой дискриминации и ряда международных организаций число прошедших за последние несколько лет через «лагеря перевоспитания» превышает миллион человек.

Глава Синьцзян-Уйгурского автономного района КНР и заместитель секретаря парткома этого региона Шохрат Закир не признал достоверными сообщения о пребывании в указанных учреждениях от одного до двух миллионов человек, однако не смог назвать актуальные данные. Как он заявил, эта цифра «динамична». 
«Количество лиц, участвующих в учебных программах, является динамичным: кто-то начинает участие, а кто-то выбывает из них» — сказал он.

## Строительство и управление лагерей
Строительство и управление лагерями возложено на Синьцзянский производственно-строительный корпус. Корпус находится в тройном подчинении — властям Синьцзян-Уйгурского автономного района, Министерству обороны КНР (по некоторым данным через подчинение Ланьчжоускому военному округу) и властям КНР.
Управление Корпусом, как и управление каждым из его дивизионов, осуществляется тремя чиновниками: первый политический комиссар, политический комиссар и командующий. Первым политическим комиссаром ПСК всегда назначается секретарь комитета КПК СУАР, первые политические секретари каждого дивизиона ПСК — это секретари комитета КПК, к которому относится каждый отдельный дивизион. Так центральные власти решили проблему вероятного конфликта между руководством ПСК и СУАР, поскольку один и тот же человек будет возглавлять указанные два субъекта.
По анализу спутниковых изображений динамика количества новых замеченных режимных объектов и занимаемая ими площадь в Синьцзяне на период с 2011—2018 годов составляет:
|      | Число вновь построенных объектов | Общая площадь построенных объектов (га) |
| ---- | -------------------------------- | --------------------------------------- |
| 2011 | 3                                | 22                                      |
| 2012 | 1                                | 20                                      |
| 2013 | 3                                | 32                                      |
| 2014 | 2                                | 55                                      |
| 2015 | 3                                | 18                                      |
| 2016 | 1                                | 10                                      |
| 2017 | 15                               | 125                                     |
| 2018 | 10                               | 135                                     |

## Слушания в ООН
13 августа 2018 года вопрос о лагерях для уйгуров был рассмотрен в ООН. В докладе экспертов по положению нацменьшинств прозвучало число 1 млн заключённых. Представитель КНР Ху Лянхэ (Hu Lianhe) заявил, что сообщения о заключённых уйгурах являются «абсолютно ложными». По его словам, в пенитенциарных учреждениях Синьцзяна содержатся мелкие правонарушители, не уточнив количество заключённых.